# 蒙勒维克
蒙勒维克（法語：Montlevicq，法語發音：[mɔ̃ləvik]）是法国安德尔省的一个市镇，位于该省东南部，属于拉沙特尔区。

## 地理
蒙勒维克（46°34'38"N, 2°4'12"E）面积18.79 平方千米，位于法国中央-卢瓦尔河谷大区安德尔省，该省份为法国中部省份，北起卢瓦-谢尔省，西北接安德尔-卢瓦尔省，西南接维埃纳省，南至克勒兹省和上维埃纳省，东临谢尔省。
与蒙勒维克接壤的市镇（或旧市镇、城区）包括：布里扬特、尚皮耶、拉克、拉莫特弗伊、内雷、特韦圣瑞利安、维克埃克桑普莱。

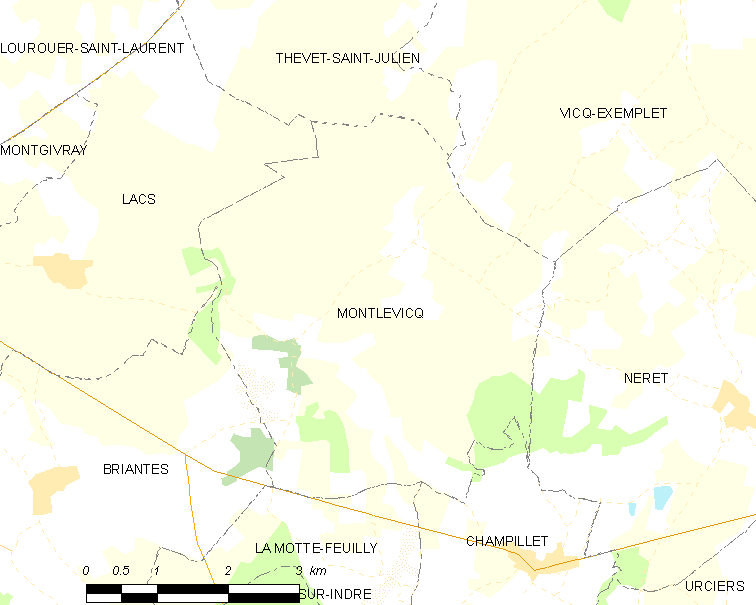
蒙勒维克的OSM定位图

蒙勒维克的时区为UTC+01:00、UTC+02:00（夏令时）。

## 行政
蒙勒维克的邮政编码为36400，INSEE市镇编码为36130。

## 政治
蒙勒维克所属的省级选区为拉沙特尔县。

## 人口

1962-2008年间蒙勒维克人口变化图示

蒙勒维克于2022年1月1日时的人口数量为106人。